# Zlatá Idka
Zlatá Idka (in ungherese Aranyida, in tedesco Goldeidau o Goldeneidten) è un comune della Slovacchia facente parte del distretto di Košice-okolie, nella regione di Košice.